# 大橋ボクシングジム
大橋ボクシングジム（おおはしボクシングジム）は、横浜市神奈川区に所在するプロボクシングのジムである。運営は株式会社フェニックス・プロモーション。2002年までは大橋スポーツジムと称していた。株式会社セカンドキャリアとマネジメント契約をしている。

## 概略
元WBC・WBA世界ストロー級王者である大橋秀行が現役引退直後に地元横浜で1994年春に設立。
オープンから5年後、大橋会長の横浜高校・専修大学・ヨネクラジムの後輩松本好二がチーフトレーナーに就任し、さらに5年後の2004年6月28日には地元の横浜アリーナで所属選手である川嶋勝重が徳山昌守（当時の所属は金沢）を1RKOで下しWBC世界スーパーフライ級王座を獲得した（年間最高試合）。
月に1回のスパーリング大会、プロテスト合格者によるプレデビュー戦、さらにキッズや女子ボクシングの試合も行っている。特に女子については大橋会長が東日本ボクシング協会会長就任後にボクシング界に働きかけた上で解禁を実現させ、解禁後にはジムで女子選手も抱えるようになった。2012年9月16日には宮尾綾香が敵地大阪で安藤麻里（フュチュール）を判定で降しWBA女子世界ライトミニマム級王座を獲得し、ワタナベジムに次いで2例目となる男女世界王者を輩出したジムとなった。
テレビ東京・帝拳プロモーションとのタイアップにより複数世界戦を定期的に開催しており、その他にも後楽園ホールで「フェニックスバトル」を主催、かつては横浜文化体育館で（大橋が練習生時代から親交深い）花形進率いる花形ジムとの対抗戦を共催していた。なお、「フェニックスバトル」は当初テレビ朝日「エキサイトボクシング」で放送されていたが、日テレG+「ダイナミックグローブ」枠、2012年10月2日の興行からはTBS「ガッツファイティング」枠を経て、2013年4月16日の興行はフジテレビ「EXCITING TIME」で放送され、以降は主に「FUJI BOXING」で放送。2021年からは不定期でひかりTVで生中継されている。2022年以降は奇数月は第2火曜日に「FUJI BOXINGフェニックスバトル」としてFODでライブ配信され後日フジテレビ深夜枠で録画放送、偶数月は下旬に「Lemino BOXING フェニックスバトル（PXB PHOENIX BATTLE）」としてLeminoにてライブ配信されている（2022年4月から2023年3月まではABEMAでもPPV配信されていた）。2000年10月以降のフェニックスバトルでは大会最優秀選手に「富久信介杯」が授与されているが、この賞杯は営団日比谷線中目黒駅構内列車脱線衝突事故で死亡した当時17歳の練習生の名前に由来している。
2006年11月から2010年2月まで、スポンサーである消費者金融のエイワ本社（横浜市西区平沼）内に大規模な施設を建て、そこをジムとしていた。
2010年3月1日、エイワの建物から撤退し、同市神奈川区に移転した。大橋の手から離れた旧ジムは「エイワスポーツジム」となり、キックボクシングや空手を教えている。
2013年、パワーピット（当時サラエンタテインメント）と提携。

## 所属選手

### ジム出身世界王者
- 川嶋勝重（WBCスーパーフライ級）
- 八重樫東（WBAミニマム級、WBCフライ級、IBFライトフライ級）
- 宮尾綾香（WBAライトミニマム級王者）
- 井上尚弥（WBCライトフライ級、WBOスーパーフライ級、WBAスーパー・IBF・WBC・WBOスーパー世界バンタム級4団体統一王者、WBAスーパー・WBC・IBF・WBO世界スーパーバンタム級4団体統一王者）
- 井上拓真（WBCバンタム級暫定、WBAバンタム）
- 武居由樹（WBO世界バンタム級王者）

### 主な現役選手
- 岡田誠一（第43代日本スーパーフェザー級王者）
- 井上尚弥（現WBAスーパー・WBC・IBF・WBO世界スーパーバンタム級4団体統一王者、元WBAスーパー・WBC・IBF・WBOスーパー世界バンタム級4団体統一王者、元WBO世界スーパーフライ級王者、元WBC世界ライトフライ級王者、第33代OPBF東洋太平洋ライトフライ級王者、第36代日本ライトフライ級王者）
- 井上拓真（現WBA世界バンタム級王者、第35代OPBF東洋太平洋スーパーフライ級王者、元WBCバンタム級暫定王者、第49代OPBF東洋太平洋バンタム級王者。井上尚弥の弟）
- 平岡アンディ（初代日本スーパーライト級ユース王者、第44代日本スーパーライト級王者、元WBOアジアパシフィック同級王者）
- 中嶋一輝（第50代OPBF東洋太平洋バンタム級王者、第47代OPBF東洋太平洋スーパーバンタム級王者）
- 武居由樹（現WBO世界バンタム級王者、第46代OPBF東洋太平洋スーパーバンタム級王者、元K-1スーパーバンタム級王者）
- 桑原拓（第47代OPBF東洋太平洋フライ級王者）
- 清水聡（ロンドンオリンピック・バンタム級銅メダリスト、第48代OPBF東洋太平洋フェザー級王者・元WBOアジアパシフィック同級王者）
- ダン・ディー・ディリンジャー（元Jリーガー）
- 井上浩樹（第41代日本スーパーライト級王者・元WBOアジアパシフィック同級王者、井上尚弥・拓真の従兄弟）
- 森且貴（第3代日本ミニマム級ユース王者）
- 松本圭佑（第67代日本フェザー級王者・元WBOアジアパシフィック同級王者）
- 今永虎雅（アマチュア10冠）
- 山口聖矢（元Jリーガー）
- 石井武志（2022年度ミニマム級全日本新人王、元キックボクサー）
- 力石政法 (緑ボクシングジムより移籍。元WBOアジアパシフィックスーパーフェザー級王者、元OPBF東洋太平洋スーパーフェザー級王者)
- 田中空 (ボクサー)
- 坂井優太
- 大橋蓮（2022年度全日本ボクシング選手権ライト級優勝）

### かつて所属していた主な選手
- 木幡竜（現俳優）
- 河井了（横浜高校で松坂大輔と同級生、1998年全日本高校ミドル級王者）
- 有永政幸（第28代日本スーパーフライ級王者、第25代OPBF東洋太平洋スーパーフライ級王者）
- イーグル笹脇
- 土屋ジョー（キック世界王者から一時期国際式経験）
- 松岡政（スーパーライト級、横浜高校野球部出身）
- 松本芳道
- 翁長吾央（スーパーフライ級元世界ランカー、日本王座決定戦2度出場）
- 細野悟（第39代OPBF東洋太平洋フェザー級王者、第57代・第59代日本フェザー級王者）
- 原隆二（第25代日本ミニマム級王者、第16代OPBF東洋太平洋ミニマム級王者）
- 中澤奨（大阪帝拳ジムより移籍）
- 松本亮（第34代OPBF東洋太平洋スーパーフライ級王者）
- 溜田剛士（初代日本フェザー級ユース王者、ヨネクラより移籍）
- 保田克也（元WBOアジアパシフィック・ライト級王者）

## アクセス
- 横浜駅きた西口より徒歩約3分

## 小説
落語家桂歌蔵は同ジム最初期の入門者であり、自身の小説『前座修業』にて同ジム初期の姿を生き生きと描いている。